# Edicions de Ponent
Edicions de Ponent, S. L. es una editorial  ubicada en Alicante y con imprenta en Onil, dedicada a la producción de novela gráfica en catalán y en castellano. Fue fundada por Francisco Camarasa Pina en 1998. Publica a autores como Pablo Auladell, Miguel Calatayud, Calo, María Colino, Luis Durán, Keko, Micharmut, Bartolomé Segui, Sento o Santiago Valenzuela.

## Trayectoria editorial
Paco Camarasa y MacDiego habían creado ya el sello Joputa CB en 1995, del que proviene su colección Mercat (1995). Tras la salida de MacDiego de la editorial, en mayo de 1998 Camarasa la transforma en una Sociedad Limitada con el nuevo nombre de Edicions de Ponent S. L.
En 2010, amparada en el éxito de obras como El arte de volar, intenta venderlas en el extranjero, a través de editoriales como la francesa Denöel o la norteamericana Random House.

## Colecciones
La producción de Edicions de Ponent se distribuye en 6 colecciones:
| Título        | Año fundación | Nº títulos | Descripción                                                                          |
| ------------- | ------------- | ---------- | ------------------------------------------------------------------------------------ |
| Mercat        | 1995          | 28         | Absoluta libertad para el autor                                                      |
| Crepúsculo    |               | 21         | A color                                                                              |
| Solysombra    | 2000          | 58         | Tebeos                                                                               |
| Papers Grisos |               | 26         | Trabajos de investigación, ocasionalmente con colaboración de instituciones públicas |
| Siete dedos   | 2001          | 2          |                                                                                      |
| Fueraborda    | 2002          | 2          |                                                                                      |
| Cuarto Oscuro | 2007          | 3          | Adaptaciones de clásicos de terror                                                   |

## Premios
- 2000 24 ºPremio a la labor prohistorieta, al mejor guion y al mejor dibujo cómico del Diario de Avisos, Santa Cruz de Tenerife (Islas Canarias);
- 2003 Mejor Contribución Cultural del Cómic, XII Premios Cartelera Turia;
- 2005 Premio Yellow Kid al editor y al estudio teórico, Roma Cartoon;
- Premios a la mejor obra, guion y autor revelación en el Salón del Cómic de Barcelona;
- Varios premios al libro mejor ilustrado y al mejor editado de la Generalidad Valenciana;
- Premio White Ravens;
- Premio Junceda en la categoría de cómic, y
- Premio Nacional de Cómic de Cataluña.